# اثر شماره تولد

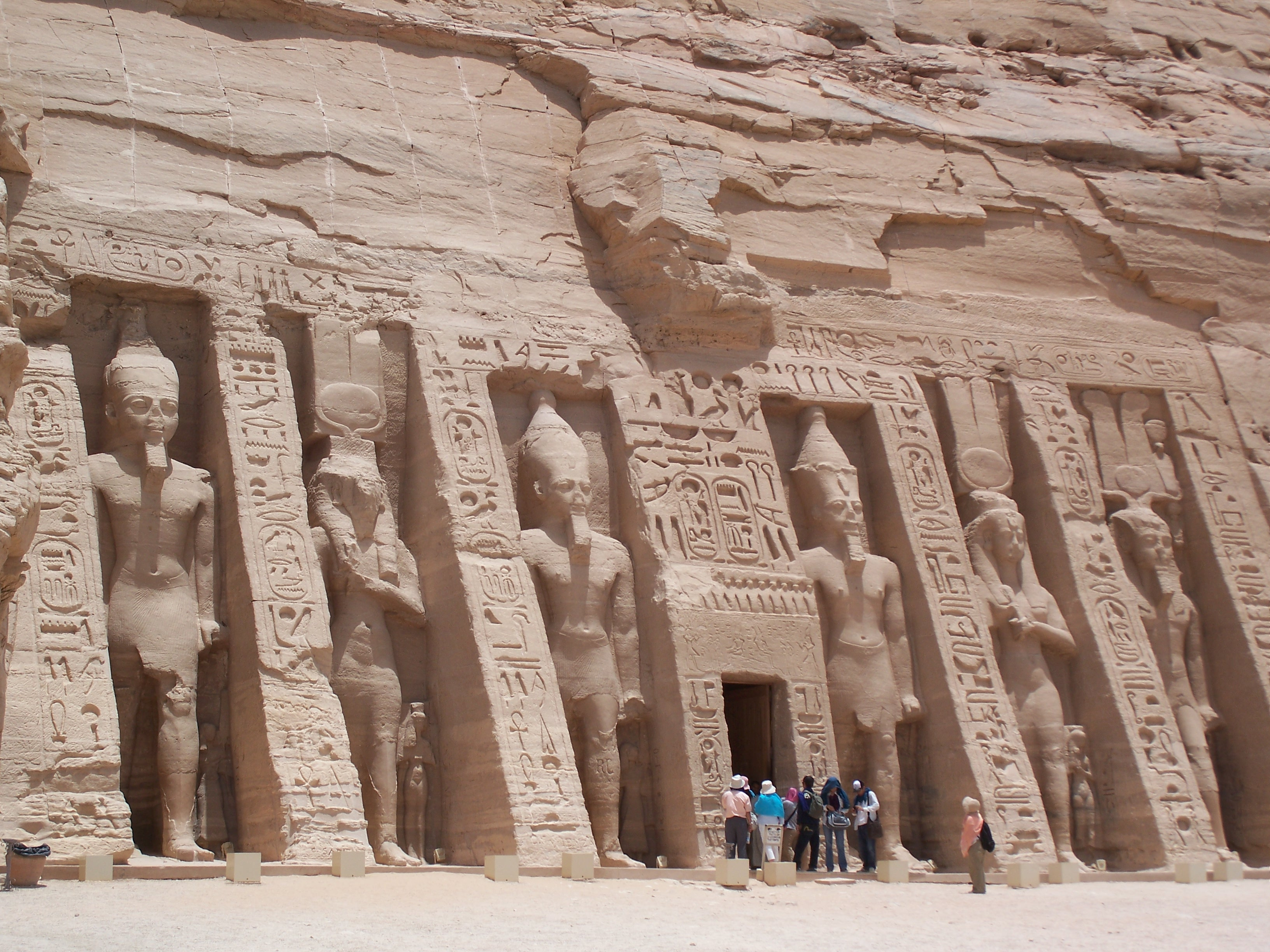
معابد ابوسیمبل، در مصر، جایی که خورشید بر صورت مجسمه فرعون در روز تولد او عمود است.

اثر شماره تولد، تمایل ناخودآگاه افراد به ترجیح دادن اعداد در تاریخ تولدشان بر اعداد دیگر است. اولین بار در سال ۱۹۹۷ توسط روانشناسان ژاپنی شینوبو کیتایاما و مایومی کاراساوا گزارش شد، اثر شماره تولد در کشورهای مختلف تکرار شده‌است و به سن و جنسیت ارتباطی ندارد. این اثر برای اعداد بالای ۱۲ برجسته تر است.
بیشتر مردم خودشان را دوست دارند و از این رو اعداد در روز تولد ترجیح داده می‌شوند، علیرغم این واقعیت که در بسیاری از زمینه‌های دیگر ظاهر می‌شوند. افرادی که خودشان را دوست ندارند، معمولاً اثر شماره تولد را نشان نمی‌دهند. یک اثر مشابه، اثر نام-حروف، برای حروف یافت شده‌است: مردم تمایل دارند حروفی را که بخشی از نام آنها است ترجیح دهند. اثر شماره تولد و اثر نام به‌طور قابل توجهی همبستگی دارند.
در طول تاریخ، جوامع اعدادی داشته‌اند که آنها را خاص می‌دانند.   به عنوان مثال، در روم باستان، عدد ۷ بسیار مبارک بود،  در تمدن مایا، عدد ۱۳ مقدس بود،  در ژاپن امروزی مردم سه، پنج یا هفت هدیه (برای شانس) می‌دهند. در چین عدد ۸ را خوش‌یمن می‌دانند و تا حد امکان از ۴ اجتناب می‌شود.  در فرهنگ‌های غربی، عدد ۱۳ اغلب بدشانس در نظر گرفته می‌شود، از این رو اصطلاح سیزده‌هراسی، ترس از عدد ۱۳، نامیده می‌شود 